# Aérodrome de Saint-Léonard
L'aérodrome de Saint-Léonard est un aérodrome situé au Nouveau-Brunswick, au Canada.

## Histoire
En juillet 2015, les autorités aéroportuaires de Madawaska ont annoncé la fermeture de l'aérodrome. Après l'intervention de groupes communautaires et de l'entreprise J.D Irving pour tenter d'empêcher la fermeture la ville d'Edmundston à racheté l'aérodrome pour 1$ puis en a transféré la propriété aux autorités aéroportuaire de Madawaska qui gérait déjà l'aérodrome.
En octobre 2017, les gouvernements fédéraux et provinciaux ont annoncé un financement de 750.000$ pour moderniser l'aérodrome.